# Amgú
Amgú (en rus: Амгу) és un poble del krai de Primórie, a l'Extrem Orient de Rússia, que el 2018 tenia 713 habitants. Es troba a la costa del mar del Japó.